# Tours Speedway
Der Tours Speedway war eine Motorsport-Rennstrecke in Tours, Département Indre-et-Loire in Frankreich.

## Geschichte
Der Ovalkurs mit 600 m Länge entstand im Sommer 2012 auf einem Parkplatz unweit des Geländes des Parc des Expositions de Tours sowie des Fußballstadions Stade de la Vallée du Cher. Seine Breite betrug 20 Meter.
Die Strecke verhalf der Stadt Tours dazu, am 7. und 8. Juli 2012 zum ersten europäischen Schauplatz eines Motorsport-Events – der NASCAR Whelen Euro Series – zu werden, das einerseits von der FIA anerkannt und andererseits der NASCAR angeschlossen ist.
Die Rennen fanden im Rahmen des American Tours Festivals statt, bei dem Konzerte, US-Car-Shows, Harley-Davidson-Treffen und vieles US-Spezifisches mehr stattfanden. Im Jahr 2017, zum ersten Mal seit der Einweihung der Rennstrecke, fand die NASCAR-Europameisterschaft auf dieser Strecke nicht statt. Im Jahr 2018 wurde das Rennen einmalig wieder veranstaltet.
Nach heftiger Kritik an der stark subventionierten, defizitären Veranstaltung wurde der Vertrag mit der Serie gekündigt. Seit 2019 hat seitdem kein Rennen mehr auf der Strecke stattgefunden.

## Ergebnisse der NASCAR Whelen Euro Series in Tours
| Jahr | Rennkategorie | Rennen       | Fahrer            | Team                             | Rennwagen        |
| ---- | ------------- | ------------ | ----------------- | -------------------------------- | ---------------- |
| 2012 | Elite         | 1            | Ben Kennedy       | TFT - Whelen                     | Chevrolet Camaro |
| 2012 | Elite         | 2            | Éric Hélary       | Still Racing - JDC Finances      | Chevrolet Camaro |
| 2012 | Open          | 1            | Frédéric Johais   | OverDrive                        | Chevrolet Camaro |
| 2012 | Open          | 2            | Vincent Gonneau   | Gonneau Racing                   | Chevrolet Camaro |
| 2013 | Elite         | 1            | Frédéric Gabillon | Rapido Racing by Still           | Ford Mustang     |
| 2013 | Elite         | 2            | Frédéric Gabillon | Rapido Racing by Still           | Ford Mustang     |
| 2013 | Open          | 1            | Julien Goupy      | Rapido Racing by Still           | Ford Mustang     |
| 2013 | Open          | 2            | Josh Burdon       | Scorpus Racing                   | Chevrolet SS     |
| 2014 | Elite 1       | 1            | Ander Vilariño    | TFT Racing                       | Chevrolet SS     |
| 2014 | Elite 1       | 2            | Mathias Lauda     | DF1 Racing by B66 Raceconsulting | Chevrolet SS     |
| 2014 | Elite 2       | 1            | Denis Dupont      | Racing Club Partners – Marc VDS  | Toyota Camry     |
| 2014 | Elite 2       | 2            | Denis Dupont      | Racing Club Partners – Marc VDS  | Toyota Camry     |
| 2015 | Elite 1       | 1            | Nicolò Rocca      | CAAL Racing                      | Chevrolet SS     |
| 2015 | Elite 1       | 2            | Ander Vilariño    | TFT Racing                       | Chevrolet SS     |
| 2015 | Elite 2       | 1            | Stienes Longin    | PK Carsport                      | Chevrolet SS     |
| 2015 | Elite 2       | 2            | Gianmarco Ercoli  | Double T by MRT Nocentini        | Chevrolet Camaro |
| 2016 | Elite 1       | 1            | Frédéric Gabillon | RDV Compétition                  | Ford Mustang     |
| 2016 | Elite 1       | 2            | Frédéric Gabillon | RDV Compétition                  | Ford Mustang     |
| 2016 | Elite 2       | 1            | Riccardo Geltrude | Double T by MRT Nocentini        | Ford Mustang     |
| 2016 | Elite 2       | 2            | Stienes Longin    | PK Carsport                      | Chevrolet SS     |
| 2017 | Keine Rennen  | Keine Rennen | Keine Rennen      | Keine Rennen                     | Keine Rennen     |
| 2018 | Elite 1       | 1            | Frédéric Gabillon | RDV Compétition                  | Toyota Camry     |
| 2018 | Elite 1       | 2            | Alon Day          | CAAL Racing                      | Toyota Camry     |
| 2018 | Elite 2       | 1            | Ulysse Delsaux    | RDV Compétition                  | Toyota Camry     |
| 2018 | Elite 2       | 2            | Ulysse Delsaux    | RDV Compétition                  | Toyota Camry     |